# Wioślarstwo na Letnich Igrzyskach Olimpijskich 1920 – jedynka mężczyzn
Wyścig jedynek mężczyzn była jedną z konkurencji wioślarskich na Letnich Igrzyskach Olimpijskich 1920. Zawody odbyły się w dniach 27–29 sierpnia. W zawodach uczestniczyło 10 zawodników z 10 państw.

## Wyniki

### Ćwierćfinały
| Ćwierćfinał 1 | Ćwierćfinał 1  | Ćwierćfinał 1 | Ćwierćfinał 1 |
| Miejsce       | Zawodnik       | Czas          | Kwal.         |
| ------------- | -------------- | ------------- | ------------- |
| 1             | Jack Beresford | 7:45,0        | Q             |
| 2             | Max Schmid     | 7:49,0        |               |
| 3             | Gustav Zinke   |               |               |
| Ćwierćfinał 2 |                |               |               |
| Miejsce       | Zawodnik       | Czas          | Kwal.         |
| 1             | Frits Eijken   | 7:50,0        | Q             |
| 2             | Nino Castelli  | 7:59,0        |               |
| 3             | Jacques Haller |               |               |
| Ćwierćfinał 3 |                |               |               |
| Miejsce       | Zawodnik       | Czas          | Kwal.         |
| 1             | John B. Kelly  | 7:44,2        | Q             |
| 2             | Nils Ljunglöf  | 7:49,6        |               |
| Ćwierćfinał 4 |                |               |               |
| Miejsce       | Zawodnik       | Czas          | Kwal.         |
| 1             | Darcy Hadfield | 8:05,0        | Q             |
| 2             | Theodor Eyrich | 8:11,0        |               |

### Półfinały
| Półfinał 1 | Półfinał 1     | Półfinał 1 | Półfinał 1 |
| Miejsce    | Zawodnik       | Czas       | Kwal.      |
| ---------- | -------------- | ---------- | ---------- |
| 1          | Jack Beresford | 7:45,0     | Q          |
| 2          | Frits Eijken   | 7:50,4     |            |
| Półfinał 2 |                |            |            |
| Miejsce    | Zawodnik       | Czas       | Kwal.      |
| 1          | John B. Kelly  | 7:46,2     | Q          |
|            | Darcy Hadfield | 7:49,2     |            |

### Finał
| Finał   | Finał          | Finał  |
| Miejsce | Zawodnik       | Czas   |
| ------- | -------------- | ------ |
|         | John B. Kelly  | 7:35,0 |
|         | Jack Beresford | 7:36,0 |